# Grabow (Möckern)
Grabow ist eine Ortschaft und ein Ortsteil von Möckern im Landkreis Jerichower Land in Sachsen-Anhalt.

## Geographie
Landwirtschaftliche Flächen im Norden und Waldgebiete im Westen und Süden am Rande des Landschaftsschutzgebietes Möckern-Magdeburgerfoth bestimmen die Umgebung des Ortes. Er liegt am Westrand des Flämings am Ufer des Flusses Ihle. Die Kreisstadt Burg (bei Magdeburg) liegt 8,7 Kilometer entfernt und ist über die Landesstraße 52 zu erreichen. Diese Straße führt auch zum nächsten Autobahnanschluss Theeßen, der 7,2 Kilometer entfernt ist.

## Geschichte
Da der Ortsname Grabow (Grabawa – Weißbuchendorf) slawischen Ursprungs ist, kann auf erste Ansiedlungen im 5. und 6. Jahrhundert geschlossen werden. In der ersten Urkunde über den Ort wird er noch „Grabauua“ genannt. Es ist die zwischen 940 und 946 entstandene Schenkungsurkunde Otto I. für das Magdeburger Mauritiuskloster. Im 12. Jahrhundert wurden im Zuge der Besiedlung durch Deutsche in der Region neue Siedlungen oft in der Nachbarschaft bestehender slawischer Siedlungen gegründet, so existierten auch hier für einen gewissen Zeitraum das slawische Lüttgen-Grabow und das deutsche Groß-Grabow nebeneinander.
Um 1150 findet eine sich nach Grabow nennende Ministerialenfamilie Erwähnung. Ebenfalls im 12. Jahrhundert wurde nahe dem Ort eine Wasserburg errichtet. Gleichzeitig entstand der erste Kirchenbau. 1306 wurden Burg und Dorf an das Bistum Brandenburg verkauft. Das Bistum belehnte zwischen 1319 und 1323 die Grafen von Lindau mit Grabow, die danach strebten, ihren Einflussbereich nach Süden zu erweitern. Sie traten vor Ort nicht weiter in Erscheinung, sondern überließen ihr Lehen in einem Unterverhältnis den Adelsfamilien Iwan von Wulffen und Henning von Barby. Als nach dem Aussterben der Grafen von Lindau das Lehen 1524 an den brandenburgischen Kurfürsten Joachim I. überging, wurde als so genannter Afterlehnsnehmer nur noch die Familie von Wulffen erwähnt. 1545 verkaufte Wichmann von Wulffen das Gut Grabow an die Familie von Plotho, die bis in das 19. Jahrhundert hinein Gutsherren blieben. Das Burggelände blieb im Besitz der Familie von Wulffen. Hans-Christoph von Wulffen ließ dort 1713 ein neues stattliches Herrenhaus errichten.
Administrativ war Grabow bis 1773 dem brandenburgischen Zaucheschen Kreis zugehörig, danach wechselte es in den zum Herzogtum Magdeburg gehörenden Ziesarschen Kreis. Bei einer erneuten Kreisreform wurde der Distrikt Jerichow I zuständig, aus dem sich später der Landkreis Jerichow I mit der Kreisstadt Burg entwickelte, der bis 1952 bestand.
1806 wurde mit Carl von Wulffen erneut die Familie von Wulffen als Rittergutsbesitzer in Grabow erwähnt, Um 1872 waren der königliche Lieutenant a. D. Carl August Paul Bracht und nach seinem Tode sein Sohn Friedrich Carl Heinrich Paul Kuno Bracht die Besitzer des Rittergutes. 1901 wurde das Rittergut an Olof von Lindequist verkauft, der das Herrenhaus zu seiner heutigen Form umbaute. Der von ihm angelegte 50 Morgen große Park mit über 50 zum Teil seltenen Baumarten ist heute verwildert (Stand 2007).
Am 30. September 1928 wurde der Gutsbezirk Grabow I mit der Landgemeinde Grabow und der Gutsbezirk Grabow II mit dem Gutsbezirk Pietzpuhl vereinigt unter Umwandlung in eine Landgemeinde Pietzpuhl.
Da Grabow nie von wichtigen Verkehrswegen berührt wurde, blieb es stets eine von Land- und Forstwirtschaft geprägte Gemeinde. Die Einwohnerzahl entwickelte sich von 701 im Jahr 1910 über 719 im Jahr 1939 auf 931 im Jahr 1964 einschließlich der Bewohner aus den eingemeindeten Orten Kähnert und Ziegelsdorf. Am 5. Mai 1945 marschierte die Rote Armee in Grabow ein und der letzte Gutspächter Hans-Olof von Rohr, ein Enkel von Lindequist, floh nach Niedersachsen. Die sowjetischen Soldaten beschlagnahmten das Vieh und den Maschinenpark und ließen das Herrenhaus verwüstet zurück. Mit der noch 1945 angeordneten Bodenreform wurde der Grundbesitz des Gutes zerteilt und an Neubauern verteilt.
Am 12. Juni 1989 erregte der Ort Aufsehen in der Region, als die hiesige Kirche durch den Brandanschlag eines Unteroffiziers der Nationalen Volksarmee bis auf die Grundmauern zerstört wurde.
Bis zum 31. Dezember 2009 war Grabow eine selbständige Gemeinde mit den zugehörigen Ortsteilen Kähnert und Ziegelsdorf, und letzte Bürgermeisterin war Karola Pöschl. Am 1. Januar 2010 wurde Grabow in die Stadt Möckern eingemeindet.

## Politik
Ortsbürgermeister ist Thomas Lindemann.

### Wappen
Im Jahr 2001 beschloss die Gemeinde Grabow die Führung eines Wappens als Zeichen der kommunalen Identität und Verbundenheit der Bevölkerung mit dem Heimatort. Der Magdeburger Heraldiker Jörg Mantzsch erhielt dazu den Auftrag. Die von ihm dargestellte Symbolik geht weit in die Geschichte zurück und berücksichtigt den Ortsnamen, die Lage seiner Ansiedlung und das Hoheitszeichen der Familie von Wulffen.
Grabow ist slawischen Ursprungs. Zweiunddreißig archäologische Fundstätten weisen nach, dass sich im Zuge der 2. Völkerwanderung hier Slawen niederließen und am Lauf der Ihle Siedlungsstätten hatten, aus denen sich ein Gemeinwesen entwickelte. In Altslawisch heißt Grabow so viel wie Weißbuche, was von der botanischen Gegebenheit abzuleiten ist. Dies symbolisiert der Buchenzweig im Ortswappen, während die Ihle durch einen Schrägbalken dargestellt ist.
Jahrhundertelang war Grabow Sitz der Familie von Wulffen, die den Ort und sein Sozialgefüge wesentlich prägte. In ihrem Wappen führten sie einen steigenden Wolf, der ebenfalls in Teilen übernommen wurde.
Somit sind die Wappenelemente: Ein Teil des Wulfenschen Wappenwolfes, ein Buchenzweig, ein blauer Balken.
Als Farben Grabows gelten Blau – Silber (Weiß).
Blasonierung: „In Silber ein blauer Schräglinksbalken, begleitet oben von einem blauen steigenden Wolf am Spalt, unten von einem blauen Buchenzweig.“

### Flagge
Die Flagge ist blau – weiß gestreift (1:1) (Hissflagge: Streifen senkrecht verlaufend, Querflagge: Streifen waagerecht verlaufend) mit dem mittig aufgelegten Wappen.

## Bauwerke

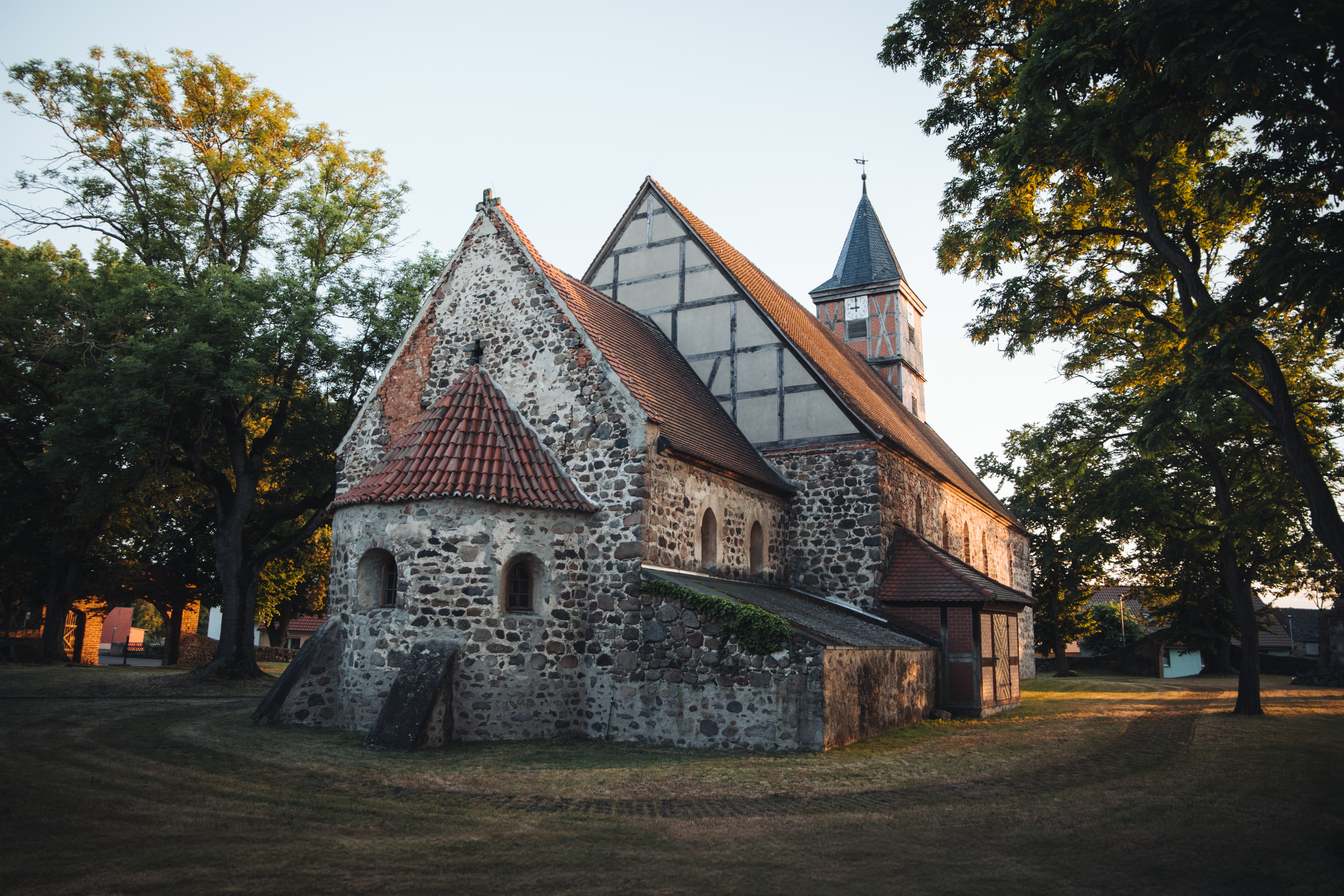
St.-Jakobi-Kirche Grabow

### St.-Jakobi-Kirche
Die Kirche St. Jakobi ist ein spätromanischer Feldsteinbau mit auffallend großem Kirchenschiff, dem im Osten ein quadratischer Chor und eine halbrunde Apsis mit jeweils kleinerem Grundriss angefügt sind. Chor und Apsis gehören zum Ursprungsbau, der im 12. Jahrhundert entstand, während das Kirchenschiff einhundert Jahre später erbaut sein dürfte. Ursprünglich war ein querrechteckiger Westturm in Schiffsbreite vorgesehen, er wurde offenbar nicht vollendet und seine Ostwand später wieder herausgebrochen. Das Satteldach des Kirchenschiffs ist daher bis an die Westwand gezogen, und über den Westgiebel erhebt sich ein quadratischer Dachturm in Fachwerkbauweise mit einem geschieferten achtseitigen Spitzhelm. Auffallendes Merkmal des Bauwerkes sind seine kleinen hoch angeordneten Fenster, die leicht spitzbogig geformt sind. Der gemalte Flügelaltar von 1595, die Kanzel aus dem früheren 17. Jahrhundert und ein barocker Taufengel wurden wie die gesamte Innenausstattung durch den Brandanschlag von 1989 vernichtet. Nach der Wiederherstellung des Innern trägt das Kirchenschiff eine längsseits verbretterte hölzerne Flachdecke, die mit Holzstützen versehen ist. An der Westseite wurde die ebenfalls aus Holz hergestellte Empore der ursprünglichen in vereinfachter Form nachempfunden. Sie trägt das heute wertvollste Inventarstück, eine Orgel der Firma Friedrich Ladegast aus dem Jahre 1866, die zunächst für die Kirche in Mutschau vorgesehen war. Den Brand überstanden haben Grabsteine von 1325 und 1356, Letzterer ist ein Doppelgrabstein der Familie von Wulffen.

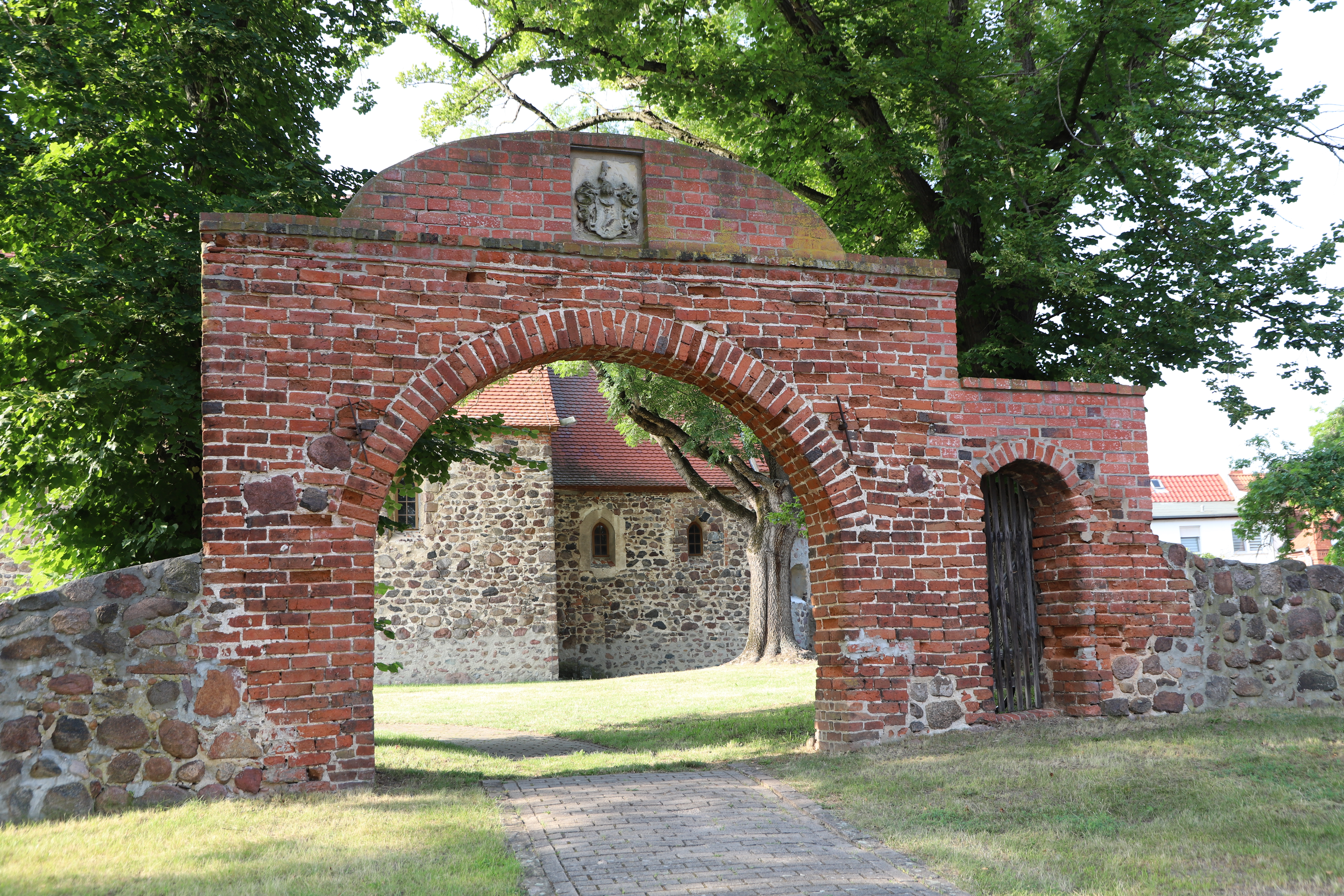
Haupttor
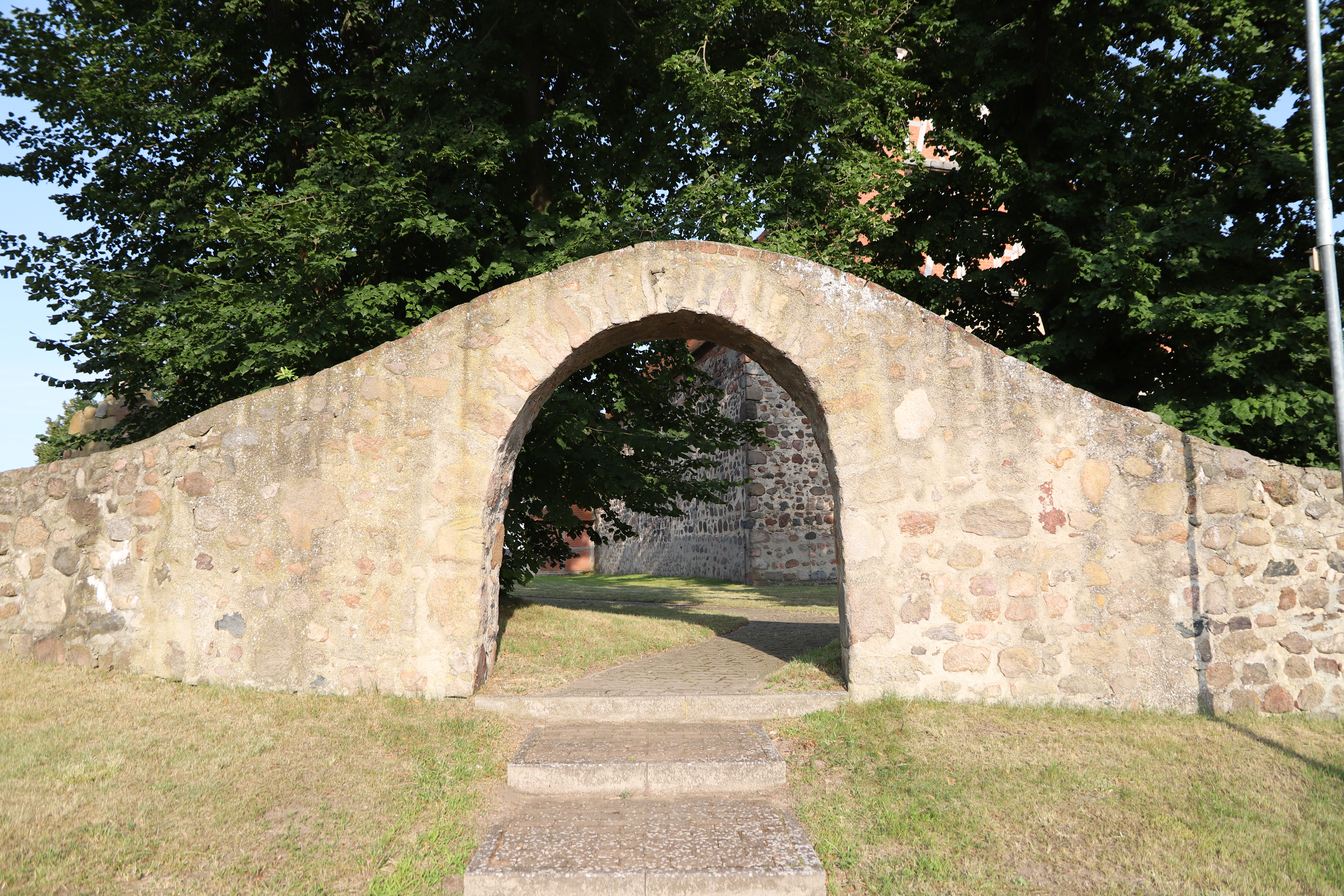
Westtor
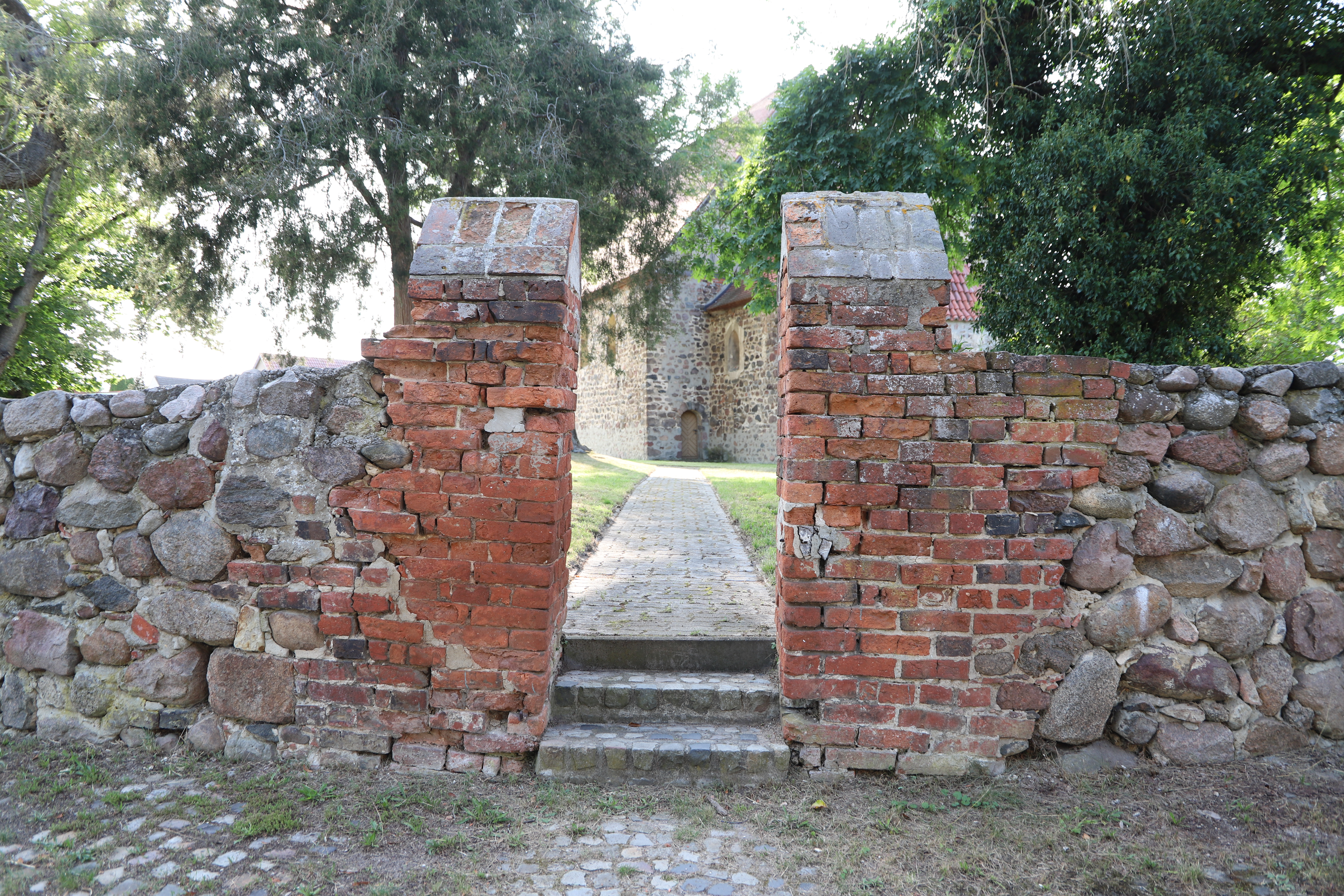
Seitengang

### Schloss Grabow

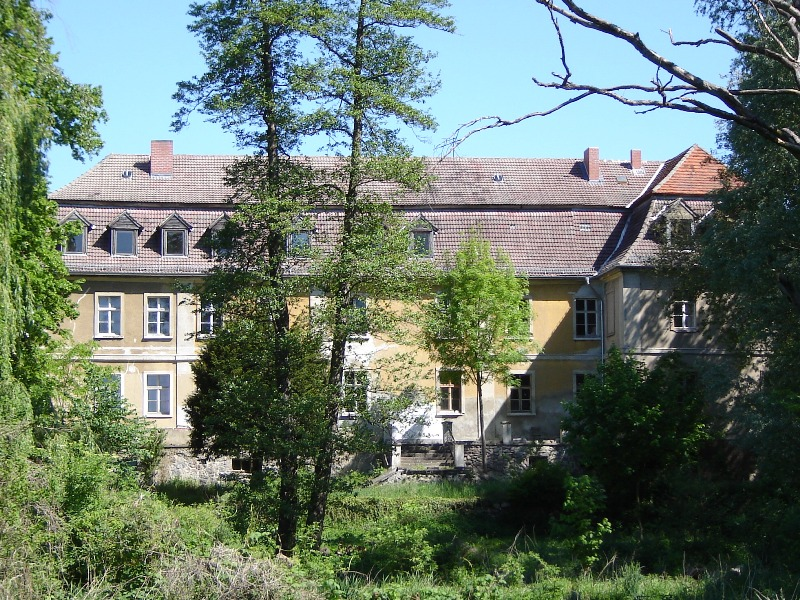
Gutshaus, Südfront
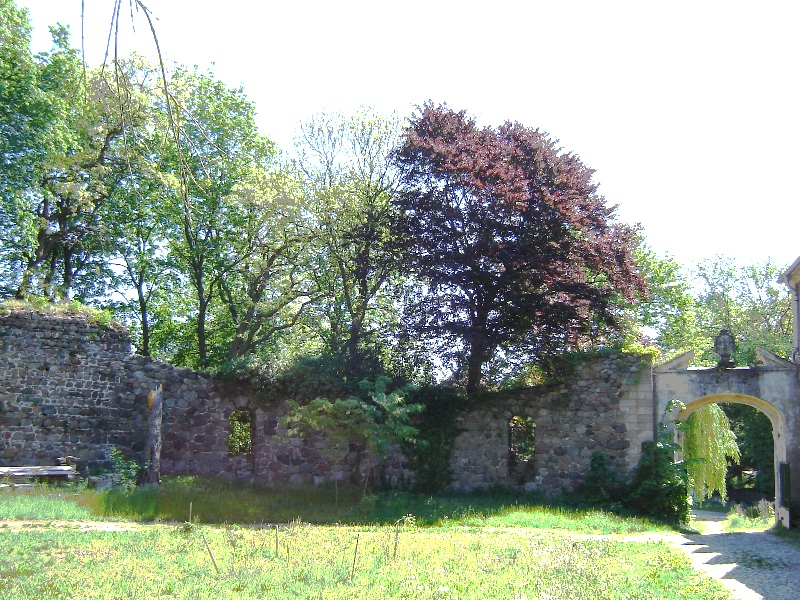
Burgruine

Das ehemalige Herrenhaus der Familie von Wulffen, das Schloss Grabow, steht im Süden des Ortes auf dem Gelände der alten Wasserburg. Der Ursprungsbau von 1713 wurde im Jahre 1901 in seinem Erscheinungsbild erheblich verändert. Es ist ein stattlicher zweigeschossiger Barockbau, gegliedert durch zwölf Fensterachsen. Jeweils zwei Fensterpartien sind durch Pilaster getrennt. Die Südfassade ist mit einer Freitreppe versehen. Der Ostgiebel ist um etwa fünf Meter über die Südfassade hinausgezogen, sodass er einen separaten Flügel bildet. Hauptgebäude und Ostflügel sind jeweils mit einem Mansardwalmdach gedeckt. Auf dem Burggelände sind noch Reste der Feldsteinringmauer der mittelalterlichen Wasserburg vorhanden. 1998 erwarb Stanislaus von Eichborn die zwischenzeitlich als Schule und kommunales Zentrum genutzte Anlage. Auch während der seither stattfindenden, umfangreichen Renovierung aus privaten Mitteln kann nun die Anlage auf Anfrage besichtigt werden.

### Gänseberg

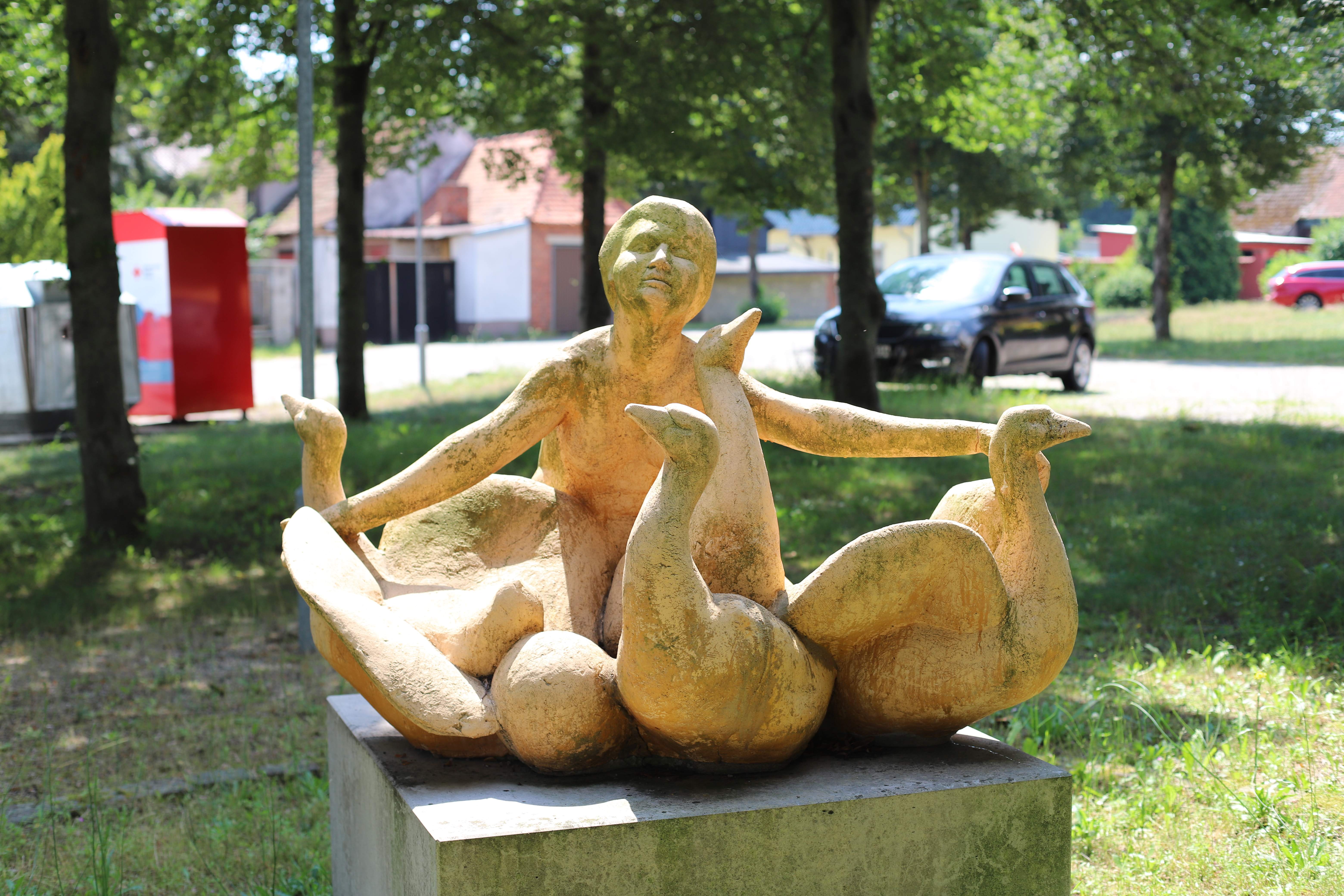
"Frau im Glück" auf dem Gänserberg Grabow von Dirk Harms

Der Gänseberg ist ein Festplatz im westlichen Teil des Dorfes. Der Platz ist von Linden umgeben und hat einen kleinen Spielplatz.
Auf dem Gänseberg befindet sich die 1996 aufgestellte Statue „Frau im Glück aus Ton – gebrochen, gebrannt, gefügt – immer fliehend da“ des südafrikanisch-deutschen Bildhauers Dirk Harms. Das Bildnis zeigt eine Darstellung der Gänseliesel umringt von vier Gänsen.

## Persönlichkeiten
- Erich von Brandenburg (1245–1295), Erzbischof von Magdeburg, wahrscheinlich in Grabow gestorben
- Wilhelm Friedrich Schäffer (1750–1831), Theologe und Geistlicher, zwischenzeitlich Stadtpfarrer und Rektor in Möckern, geboren in Grabow